# Uniwersalia językowe
Uniwersalia językowe, powszechniki językowe (ang. language universals) – cechy wspólne wszystkich (uniwersalia absolutne) lub zdecydowanej większości (tzw. uniwersalne tendencje) mówionych języków naturalnych.
Pojęciem takim jest np. morfem, czyli najmniejsza jednostka znaczeniowa posiadająca jedną postać fonetyczną lub niewielką ilość postaci zależnych od kontekstu. Uniwersalne jest też to, że kolejność morfemów odgrywa dużą rolę.

## Rodzaje uniwersaliów
Uniwersalia bywają dwojakiego rodzaju: aprioryczne (dedukcyjne) i empiryczne (indukcyjne). Uniwersalia aprioryczne odnoszą się do cech, których obecność wynika z przyjętej definicji języka naturalnego. Zaliczają się do nich takie uniwersalia jak to, że każdy język naturalny ma system fonologiczny i że każdy pełni funkcję kodu tekstotwórczego. Powszechniki tego typu przypisuje się wszystkim językom naturalnym, również tym nieprzebadanym, a kody ich niezawierające uznaje się za kody niebędące językami naturalnymi. Uniwersalia empiryczne ustala się natomiast w drodze konkretnych badań naukowych, kompleksowej analizy różnych systemów językowych. Za cechę taką można uznać fakt, że we wszystkich znanych językach naturalnych istnieje tryb rozkazujący.
W innym ujęciu uniwersalia można również podzielić na absolutne i statystyczne. Uniwersalia absolutne odnoszą się do cech, które istnieją we wszystkich językach; uniwersalia statystyczne natomiast istnieją w zdecydowanej większości języków, ale nie we wszystkich. Tak rozumiane uniwersalia absolutne to pojęcie do pewnego stopnia umowne, gdyż nie przebadano wszystkich języków i nigdy nie ma pewności, że w którymś z nieznanych nie zdarzy się jakiś wyłom.

### Uniwersalia absolutne
Uniwersaliami dotyczącymi wszystkich naturalnych języków mówionych są następujące fakty:
- wszystkie języki mają samogłoski i spółgłoski
- wszystkie języki rozgraniczają czasowniki i rzeczowniki
- wszystkie języki mają konstrukcje służące do tworzenia zapytań

### Uniwersalia statystyczne
Przykłady uniwersaliów statystycznych:
- w większości języków występuje fonem /i/
- w większości języków istnieją przymiotniki
- zazwyczaj intonacja wznosząca sygnalizuje użycie wyrazów „tak” i „nie”

## Uniwersalia strukturalne
Przykłady uniwersaliów dotyczących struktury językowej:
- arbitralność (konwencjonalność) – znaki językowe nie są tworzone na fizyczne podobieństwo desygnatu, np. wyraz stół nie przypomina ani wyglądem ani dźwiękiem stołu. W pewnym sensie wyjątkiem są tu wyrazy dźwiękonaśladowcze, jednak ich liczba jest niewielka, niezależnie od języka[5], a również te jednostki przechodzą ostatecznie proces konwencjonalizacji, na gruncie różnych języków przybierając rozliczne formy[6]. Jednocześnie istnieją systemy znaków mniej arbitralne niż języki, np. mapa, zwłaszcza jeśli chodzi o odwzorowanie stosunków geometrycznych. Z drugiej strony istnieją również arbitralne systemy znaków niebędące językami, np. znaki drogowe[5].
- semantyczność – każdy język posiada wyrazy, które odnoszą się do rzeczywistości pozajęzykowej, co nosi nazwę semantyczności systemu. Semantyczność jednak jest cechą nie tylko języków, a innych systemów znaków[7].
- dwuklasowość – każdy język zbudowany jest z cenemów, czyli jednostek nieniosących znaczenia, oraz pleremów, czyli jednostek mających znaczenie. Funkcją cenemów jest budowanie wyrażeń złożonych z pleremów. Za fleksemy uważa się system dźwięków danego języka, a za pleremy – system morfologiczny. Istnieją pozajęzykowe systemy zbudowane wyłącznie z pleremów, np. system znaków drogowych[8].
- dyskretność – znaki złożone zbudowane są ze znaków prostych, najczęściej ich ciągami lub kombinacjami. W ten sposób powstają syntagmy, morfy i wyrazy a struktura ta ma charakter zhierarchizowanej, przy czym hierarchia ta jest skończona i nie da się dzielić znaków na dowolnie małe elementy. Istnieją systemy dyskretne niejęzykowe, np. języki programowania[8].
- produktywność – polegająca na tym, że w każdym systemie językowym można tworzyć nowe, oryginalne znaki złożone: zdania, teksty[8].